# Ismail Barhoum
Ismail Barhoum (arabisch إسماعيل برهوم, DMG Ismāʿīl Barhūm; geboren am 23. Dezember 1968 in Rafah, Gaza; gestorben am 23. März 2025 in Khan Younis) war ein Mitglied des Politbüros der Hamas. Ihm unterstanden etwa 400 Organisationen im Wohlfahrtsbereich. Er kam bei einem gezielten israelischen Angriff um, als er im Nasser-Hospital in Khan Younis behandelt wurde.